# Fahrenheit (dansk band)
 For alternative betydninger, se Fahrenheit (flertydig). (Se også artikler, som begynder med Fahrenheit)
Fahrenheit (ca. 1980 – 1986) var et dansk garagerock band, der også havde poppunkede elementer i deres musik. De var formentlig det første band i Danmark, der tog garagerocken til sig. Bandet spillede ofte på spillestederne Saltlageret, Ungdomshuset og Barbue.
Fahrenheit var bl.a. inspireret af bands som Count Five, 13th Floor Elevators, Beach Boys og Phil Spector, samt stort set alt hvad der kunne kravle og gå på den amerikanske garagerock scene i 1960'erne. Bandet nævner selv pladekompilationerne "Nuggets" og "Pebbles" som meget betydningsfulde inspirationskilder.
Fahrenheit's første konstellation fra 1980-82 debuterede til Nosferatu Festival, der var deres første og også sidste koncert, og bestod af bandmedlemmerne James Larsen (vokal, guitar, også i D-Day og UCR), Jan Gerner Jønsson (bas, også i D-Day og Get), Nikolaj Krogh (trommer, også i Darling Sect) og Philip Scherrer (keyboard/ bas, også i Blå Mandag). Denne konstellation medvirker på Nosferatu Festival albummet fra 1982 med nummeret "Dragon Slayer".
Fahrenheit's anden konstellation fra 1982-86 debuterede i Ungdomshuset hvor de spillede sammen med Sharing Patrol til dette bands debutkoncert. Bandmedlemmerne i denne konstellation var James Larsen (vokal, guitar), Jan Gerner Jønsson (leadguitar, kor), Danny Larsen (bas, også i Linda Lovelace Fanclub og sen. i Bleeder Group) og Nikolaj Krogh samt senere Piet Voulhøj (trommer).
Peter Peter var delvist tilknyttet gruppen, som han i perioder lavede lyd for.
Fahrenheit takkede af til en koncert i Barbue i slutningen af 1980'erne.
Medlemmer fra Fahrenheit spillede i 1990'erne i bandet Sons of Shaft (senere Sunshaft).

## Diskografi
- Nosferatu Festival – 12" LP Compilation 1982 (Nosferatu Records / NOS1)